# Vran
Vran je planina u BiH, visine 2074 m/nv. 
Nalazi se na području općine Tomislavgrada istočno od tog grada, na pola puta do Jablanice, južno od Ramskog jezera. Vran planina diže se iznad Dugog polja na suprotnu stranu od Čvrsnice. Okružen je s jugoistoka Dugim poljem (1187 m) i Blidinjskim jezerom (1183 m), s istoka Dragajice (1435 m), na sjeveroistoku Baćina, na sjeveru Kedžara (1520 – 1571 m) i Trebiševo (1273 m). Sjeverozapadno je planina Ljubuša 1686 m). Proteže se od jugozapada prema sjeveroistoku. Ima oblik jednostavnog čunja i nije toliko razvedena. Strane su ravne i pločaste, a u unutrašnjosti ponegdje zatičemo ravne i okomite stijene. Građen je od vapnenaca i dolomita.
Ime Vran planine povezuje se s tamnim izgledom planine kada se gleda iz Polja dok pastirske priče kažu da je Vran dobio ime po jatima vrana koje su nastanjivale podnožje ove planine.
Planina je mnogo opjevana u hrvatskim narodnim pjesmama.
Ima četiri vrha viša od 2000 m, a najviši je Veliki Vran (2074 m). Južno od Velikog Vrana je Bijela Glava (1990 m), Mali Vran (2017 m). Podnožje planine obraslo je bukovom šumom i klekovinom, dok je jugoistočna strana gola, bez šume. Vran je pun vrtača, udolina i plesana (zaravni). Plesno je lokalni naziv za koso položenu zaravan promjera do nekoliko stotina metara koja se nalazi u visinskom dijelu planine.
Jedna od početnih točaka za uspon na Veliki Vran može biti sa sjeveroistočne strane planine na putu prema Kedžari. Kada se uđe u park iz smjera Jablanice preko Sovićkih vrata vrata produžuje se glavnim putem do sredine polje i glavnog raskrižja gdje je se nalazi motel „Hajdučke vrleti“. Ovdje skrenemo desno prema Rami i Kedžari još oko dva kilometra do markacijskih oznaka na lijevoj strani ceste koje označuju početnu točku za uspon prema vrhu. 

## Vanjske poveznice
- Informacije i fotografije(engl.)